# Final Doom
Final Doom is een first-person shooter computerspel ontwikkeld door id Software en Williams, en uitgebracht in 1996. Het spel bevat de spelengine, voorwerpen en personages uit Doom II.
Het spel voegt twee nieuwe episodes toe aan het verhaal van Doom II: The Plutonia Experiment van de Casalibroers, en TNT: Evilution door TeamTNT.

## Inhoud

### TNT: Evilution
In TNT: Evilution probeert de UAC wederom om gatewaytechnologie te ontwikkelen. Wel worden dit keer meer veiligheidsmaatregelen genomen. Zo vinden de experimenten plaats op de maan Io, en zijn er altijd zwaar bewapende mariniers aanwezig om in te grijpen. Alles lijkt goed te gaan, tot een paar maanden later een bevoorradingsschip te vroeg arriveert. Het schip blijkt afkomstig te zijn uit de hel. Het schip smokkelt een grote groep demonen de basis binnen, en al snel wordt deze veroverd.
De speler neemt vervolgens de rol aan van een naamloze marinier die als enige is ontkomen aan de invasie. Hij moet de demonen een halt toeroepen.

### The Plutonia Experiment
Na de catastrofale aanval van demonen op aarde (te zien in Doom II), stelt de overheid maatregelen in om een tweede invasie te voorkomen. De UAC wordt opnieuw opgericht, maar nu onder een compleet nieuw management. Een groep wetenschappers begint meteen te werken aan de Quantum Accelerator, een apparaat dat poorten naar de hel meteen kan sluiten en zo invasies kan voorkomen.
De demonen zijn zich bewust van dit plan, en openen zeven poorten tegelijk. De Quantum Accelerator kan zes poorten vroegtijdig sluiten, maar alvorens de zevende poort kan worden gesloten zijn er al te veel demonen naar de aarde gekomen. Het onderzoeksinstituut wordt veroverd. Iedereen wordt gedood of in een zombie veranderd. De laatste poort blijft open, bewaakt door een gatekeeper.
De overheid vreest dat de Quantum Accelerator zal worden vernietigd of tegen de mensheid zal worden gebruikt. Daarom sturen ze alle mariniers naar het instituut. De speler is een van hen. Hij arriveert als eerste en moet de gatekeeper stoppen voor hij iets doet wat de ondergang van de mensheid kan betekenen.

## Ontwikkeling
Werk aan TNT: Evilution werd gedaan door TeamTNT, een groep van WAD-hobbyisten. Een paar dagen voordat hun spel online zou worden gezet, werd het opgepikt door id Software en voltooid in november 1995.
De broers Dario en Milo Casali, die zelf vier levels hadden gemaakt voor TNT: Evilution, kregen de taak om nog een episode te maken. Dit werd Plutonia. Ze maakten in totaal 16 levels voor Plutonia in slechts vier maanden tijd.

## Gameplay
Final Doom is een opzichzelfstaand spel. Het is niet nodig om Doom II te bezitten om dit spel te laten werken.
De gameplay is identiek aan die van Doom en Doom II. Wel wordt de PC-versie doorgaans gezien als significant lastiger dan Doom of Doom 2.

## Ontvangst
| Beoordeeld door  | Platform  | Datum            | Score |
| ---------------- | --------- | ---------------- | ----- |
| Spazio Games     | DOS       | 18 mei 1996      | 90%   |
| Joystick (Frans) | Windows   | september 1996   | 77%   |
| PC Zone          | DOS       | 13 augustus 2001 | 62%   |
| Just Games Retro | Windows   | 14 april 2012    | 60%   |
| HonestGamers     | Macintosh | 9 oktober 2009   | 60%   |
| Joystick (Frans) | Macintosh | mei 1997         | 50%   |
| GameSpot         | Windows   | 25 juli 1996     | 46%   |
| GameSpot         | DOS       | 25 juli 1996     | 46%   |
| PC Games         | DOS       | oktober 1996     | 42%   |
| Shooterplanet    | DOS       | 15 juni 2006     | 40%   |